# Барбара-да-ла-Конка
Барбара-да-ла-Конка — село в Іспанії, у складі автономної спільноти Каталонія, провінція Таррагона.

## Історія
На честь цього села названо регіон, у якому розташований Барбера-де-ла-Конка. Деякі археологічні залишки, які були знайдені, показують, що воно було заселене під час римської окупації. Вперше він згадується в 945 році під назвою Кампо Барберано в документі, в якому описується дарування церкви Сан-Педро монастирю Санта-Чечілія-де-Монсеррат. У 1012 році він з'явився у вищезгаданому кастру Барбара.
На початку одинадцятого століття це місце було безлюдним, його відновили завдяки тому, що Рамон Беренгуер I пожертвував його Арнау Пере де Понтс, який називався Пуч із Барбари. Йому доручили повторно заселити територію та побудувати там замок. Повне перенаселення відбулося в дванадцятому столітті, коли замок був переданий лицарям ордену Храму.
У 1307 році тамплієри були ув'язнені за наказом вегера з Монблана, і майно залишалося під королівським управлінням до 1307 року, коли їх заволоділи лицарі-госпітальєри, які зберегли панування до кінця Старого режиму. Понад тридцять років цією територією правив монах Гільєм де Гімера, який значно розширив територію, яку утримував орден.

## Культура

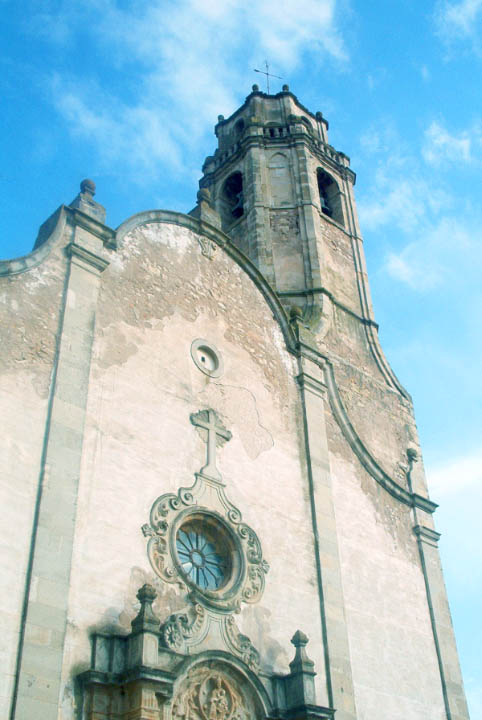
Церква Санта-Марія.

Село виросло навколо старого замку. Побудований в одинадцятому столітті, розширення тамплієрів пізніше було доручено, додавши, серед інших аспектів, каплицю. Деякий час він функціонував як державна школа після того, як королева Єлизавета II поступилася правами муніципалітету. Наприкінці виконання цієї ролі від неї відмовилися. Він належить муніципалітету.
Парафіяльний костел присвячений Пресвятій Богородиці. Це тринефна будівля в стилі бароко, яка була побудована на місці, де колись був старий римський храм. У старій будівлі досі зберігся тимпан, де можна побачити образ Богородиці на троні. Вона тримає дитину ліворуч, і все обрамляє мандорла, яку підтримують два ангели.

## Економіка
Наразі сільське господарство Барбари є основним джерелом соціально-економічного динамізму. В останні роки, завдяки імпульсу розвитку винного сектору в цьому районі завдяки створенню OJ Cuenca de Barberà, виробництво вина активізувалося. Іншим двигуном місцевої економіки є сімейний туризм.